# Stade Municipal (Pointe-Noire)
Het Stade Municipal is een multifunctioneel stadion in Pointe-Noire, een stad in Congo-Brazzaville. 
Het stadion wordt meestal gebruikt voor voetbalwedstrijden. De voetbalclubs Association Sportive des Cheminots en Jeunesse Sportive les Bougainvillées spelen in dit stadion hun thuiswedstrijden. In het stadion is plaats voor 13.594 toeschouwers. In 2006 is het stadion gerenoveerd. In 2007 werd van dit stadion gebruik gemaakt voor voetbalwedstrijden op het Afrikaans kampioenschap voetbal onder 20 jaar. Dat toernooi werd van 20 januari tot en met 3 februari in Congo-Brazzaville gespeeld. In dit stadion werden 6 groepswedstrijden en de halve finale tussen Zambia en Congo-Brazzaville gespeeld (0–1).